# Achselschnur
Achselschnur (auch Aiguillette, Achselband, Fangschnur, Schulterschnur, im Soldatenjargon auch „Affenschaukel“) ist beim Militär Bestandteil der Uniform vornehmlich von Generalen, Admiralen, Offizieren und Adjutanten, aber auch Fähnrichen und Unteroffizieren. Sie werden an der Schulter von Uniformjacke oder Paraderock getragen.

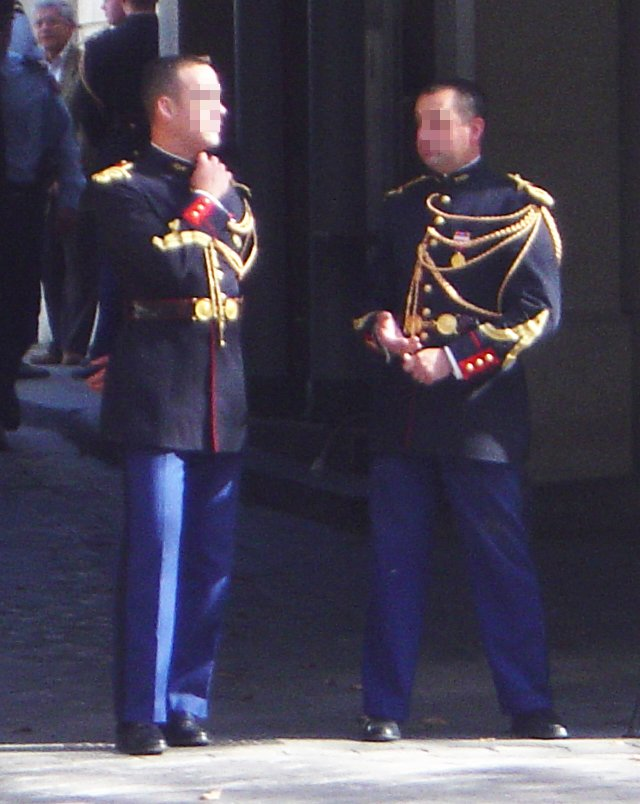
Angehörige der Garde républicaine mit den Aiguillettes genannten Achselschnüren

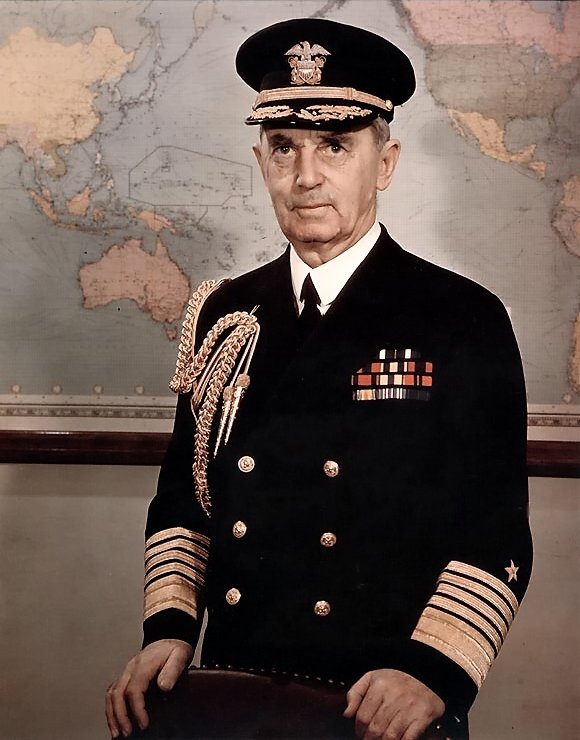
Fleet Admiral William Daniel Leahy, Chief of Staff to the Commander in Chief, U.S. Army and Navy

## Geschichte
Im 19. Jahrhundert waren Achselschnüre für Generale und Admirale in einem goldenen, für Flügel- und anderen Adjutanten in silbernem Geflecht gefertigt. Die Leibgendarmerie hatte weißleinene, mit Silberfäden und schwarzer Seide durchflochtene Achselschnüre.
In der Reichswehr existierten zunächst mehrere Versuchsformen. 1927 schließlich wurden die „Achselbänder“ genannten Effekten standardisiert, mit folgenden Varianten:
- Offiziere des Heeres bis Oberst trugen eine mit der heutigen Fangschnur der Bundeswehr identische Version, die für den Dienstrock aus unbearbeitetem Aluminiumgespinst bestand; für den Gesellschaftsrock gab es die gleiche Ausführung in hellsilber; für Generale und alle Offiziere der Reichsmarine waren beide Versionen in Gold gefertigt.
- Adjutanten trugen eine beinahe identische Schnur, bei der am Tressenstück aber zwei zusätzliche Schnüre herabhingen, die in Metallstiften endeten.[1]

In der deutschen Wehrmacht wurden am 29. Juni 1935 sogenannte Schulterbänder eingeführt, die als Schmuck zu bestimmten Anlässen getragen wurden, z. B. zu Paraden. Offiziere und höhere Militärbeamte (außer den Schreibtischbeamten) trugen ein Achselband aus Silbergespinst, Angehörige des Musikkorps hatten zusätzlich einen roten Faden im Schulterband. Generale des Heeres, Generalfeldmarschälle und ihnen gleichgestellte Militärbeamte hatten ein Achselband aus Goldgespinst. Die Achselbänder wurden wie die Achselschnüre mit einem kleinen Hornknopf unter dem Schulterstück und dann am zweiten und dritten Uniformknopf befestigt.
Adjutanten trugen Achselschnüre als ihr Tätigkeitsabzeichen. Diese wurden auch von Offizieren des Generalstabs bei Kommandobehörden (jedoch nicht von den Stabschefs und Generalstabsoffizieren) sowie von Offizieren bei Festungs-, Standort- und Truppenübungsplatzkommandanturen getragen.
Die Adjutantenschnüre wurden aus stumpfem Silberdraht gefertigt und sahen einfacher als die Achselbänder für Paraden aus. Adjutanten trugen die Achselschnüre zum Feld-, Dienst- und Meldeanzug. Die Adjutantenschnur wurde mit einem Knopf an einer Lasche unter dem rechten Schulterstück angebracht. Die Öse befestigte man am oberen zweiten Knopf.
Achselschnüre sollten nicht mit Achselstücken verwechselt werden.

## Nationale Volksarmee

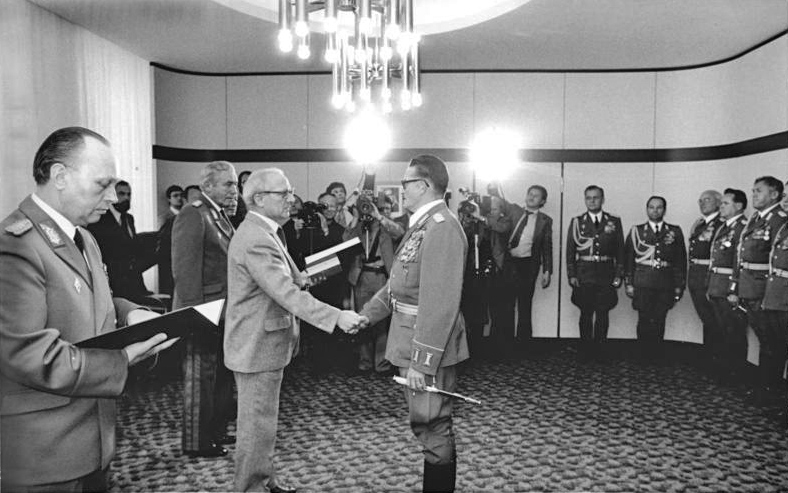
Erich Honecker bei der Ernennung von Generalen der NVA. Im Hintergrund Offiziere mit Achselschnüren

In der Nationalen Volksarmee, den Grenztruppen der DDR und der DDR Volksmarine wurde seit 1976 für Offiziere ebenfalls eine silberfarbene Achselschnur mit silbernen Spitzen für LaSK / LSK/LV / GT und goldfarbenen Spitzen für die Volksmarine eingeführt; die Ausführung für Generale und Admirale war goldfarben.
Bei ihrer Einführung noch zur Ausgangsuniform tragbar, wurde die Achselschnur nach mehreren Revisionen der Dienstvorschrift (1977, 1980, 1986) ausschließlich getragen:
- zur Paradeuniform an der Jacke (Uniformjacke, Stiefelhose),
- zum Großen Gesellschaftsanzug (Gesellschaftsjacke, Hose lang),

nicht aber am Uniformmantel.
Einzige Ausnahmen hierzu bildeten zu zentralen militärischen Zeremoniellen abkommandierte Einheiten (de facto nur „strukturmäßige Ehrenformationen“, das heißt Wachregimenter, ebenso Musikkorps), wo Offiziere Achselschnur an Mantel oder Dienstjacke trugen, andere Dienstgrade hingegen Repräsentationsschnüre (bestehend aus zwei Flechtbändern aus Aluminiumgespinst, die am Vorderende je in einer Silberkordel mit einer stilisierten Eichel auslaufen).
Mit der letzten Dienstvorschrift zu Uniformarten und ihrer Trageweise vom 20. März 1990 wurde die Achselschnur ersatzlos gestrichen, nicht aber die Repräsentationsschnur.

## Bundeswehr

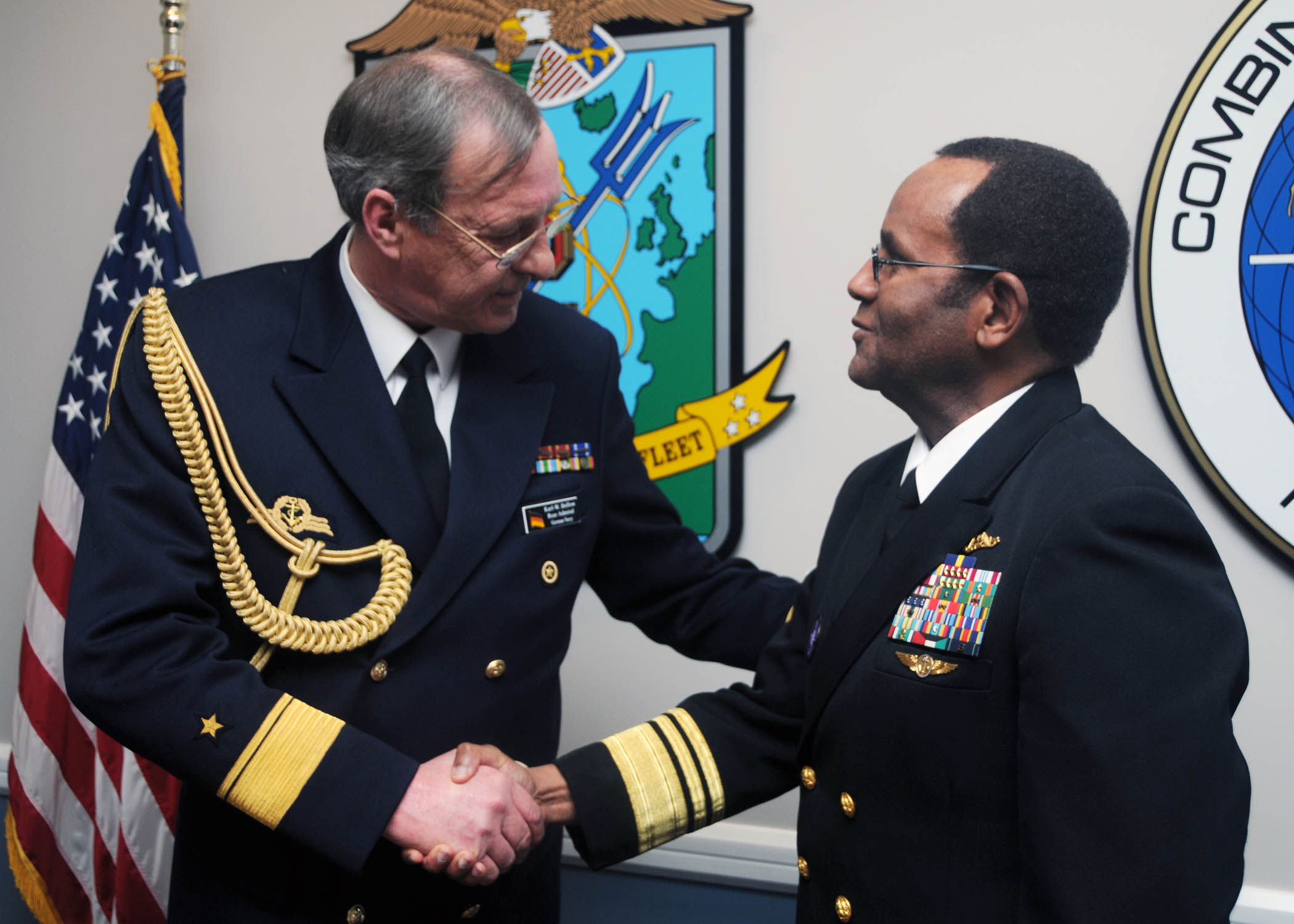
Deutscher Militärattaché (links mit Fangschnur) mit U.S. Navy Vizeadmiral

In der Bundeswehr wird die Achselschnur Fangschnur genannt und ist an der rechten Schulter des Dienstanzuges zu tragen (für Marine in Gold, Heer/Luftwaffe in Silber). Sie wurde am 14. August 1962 für Offiziere eingeführt und war bis 1974 Bestandteil des Gesellschaftsanzugs bzw. des Ausgehanzuges für besondere Anlässe.
Gegenwärtig ist die Fangschnur anzulegen von Attachés, Offizieren des Protokolls, Fahnenbegleitoffizieren, Begrüßungs- und Verbindungsoffizieren der Marine sowie von Offizieren als Totenwachen und Ordenskissenträgern.
Die Schützenschnur der Bundeswehr wird ähnlich wie eine Achselschnur getragen, ist allerdings nicht mit ihr zu verwechseln.

## Andere Beispiele

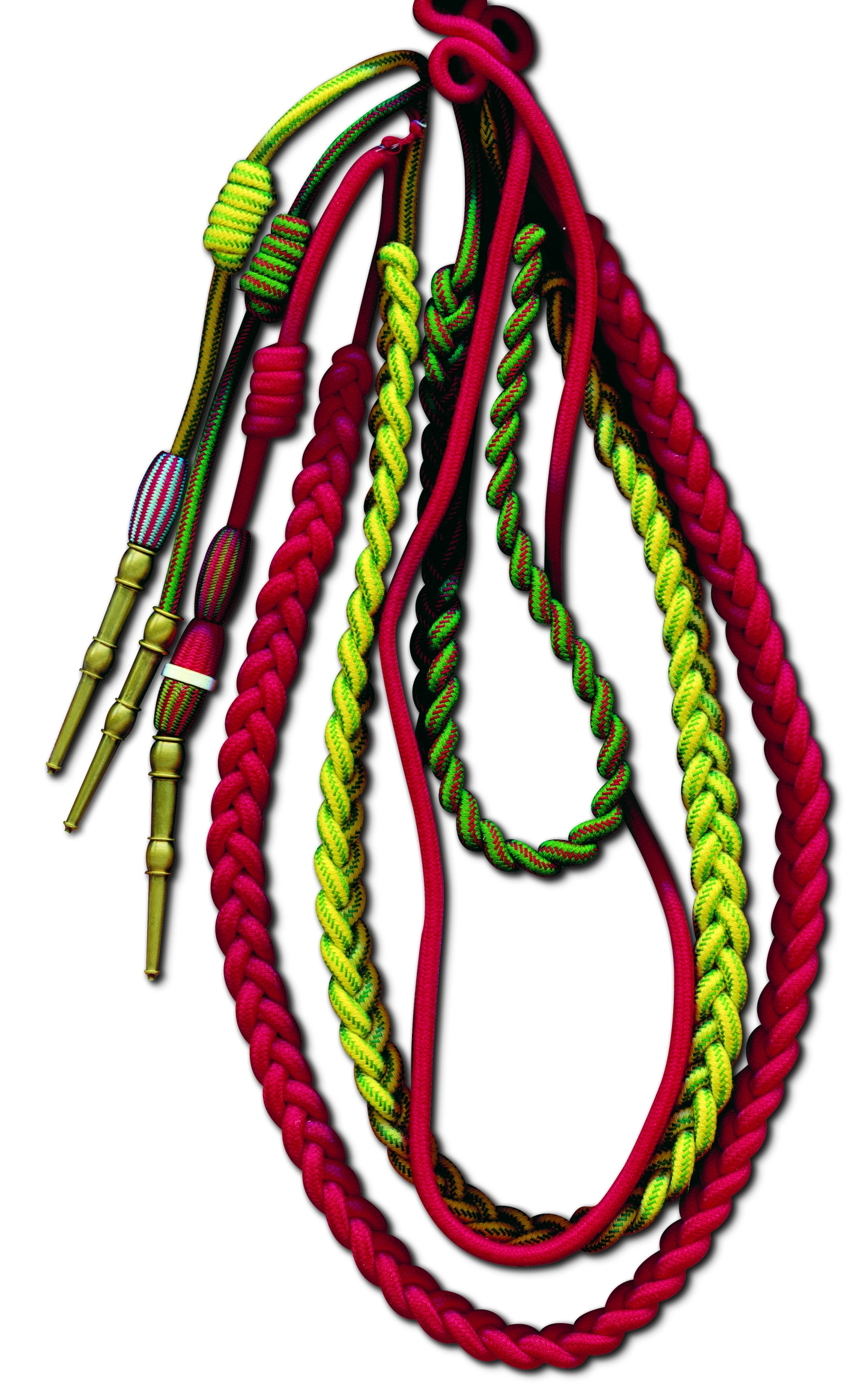
Fourragères

- Bei den russischen Streitkräften heißt die Achselschnur „Аксельбант“ (ausgesprochen: Akselband).
- In den französischen und belgischen Streitkräften werden Fourragères, Ehrenzeichen für Truppenteile in Form einer farbigen Achselschnur, verliehen.
- In den amerikanischen Streitkräften ist die Bezeichnung Aiguillette, aber auch Honorcord oder Shoulder Cords geläufig.